# Салем (община)
Вижте пояснителната страница за други значения на Салем.
Община Салем (на шведски: Salems kommun) е разположена в лен Стокхолм, централна Швеция с обща площ 72 km2 и население 16 001 души (към 31 декември 2013). Административен център на община Салем е град Рьонинге.